# Elecciones generales de Perú de 1985
Las elecciones generales de Perú de 1985 se realizaron el domingo 14 de abril de ese año. Se renovó totalmente el Poder Ejecutivo y el Poder Legislativo del Perú. 
En estas elecciones, Alan García logra un 53 % de los votos válidos, pero con un 46 % de votos válidamente emitidos; siendo así, las leyes de ese entonces obligaban a ir a una segunda vuelta, ya que se requería que el ganador supere el 50 % de votos válidamente emitidos, no obstante, Alfonso Barrantes quien había obtenido el 21 % de votos válidamente emitidos, desiste de ir a una segunda vuelta por lo que Alan García fue declarado presidente del Perú.

## Elecciones
Alan García, es el discípulo más connotado de Víctor Raúl Haya de la Torre que fue elegido secretario general del Partido Aprista Peruano en 1982 que luego le valió para ser candidato presidencial con tan solo 36 años. Alfonso Barrantes Lingán de la Izquierda Unida fue su más grande opositor. Luis Bedoya Reyes volvió al postular esta vez en una alianza del Partido Popular Cristiano con el Movimiento de Bases Hayistas. El partido gobernante para el quinquenio (1980-1985) Acción Popular postulo a Javier Alva Orlandini.

## Historia
Cinco años del gobierno de Acción Popular, frustraron las expectativas del pueblo peruano. La crisis económica, el caos social y laboral, así como el inicio de la acción del grupo subversivo Sendero Luminoso, ocasionaron una gran frustración y rechazo de la opinión pública hacia el partido de gobierno.
La apertura a la información, la devolución de los medios de comunicación y los cambios tecnológicos en comunicaciones acercaron a los políticos con sus electores, observando estos más de cerca su accionar y sus defectos. Un cambio importante, ya que la televisión en el país, fue el medio que acercó a la opinión pública con la política, y por ende a las campañas políticas.

## Elección de congresistas

### Cámara de Diputados
Para la Cámara de Diputados, se eligen 180 escaños; los escaños se asignan a las circunscripciones, correspondientes a los departamentos del Perú, la provincia de Lima, las demás provincias del departamento de Lima y la provincia constitucional del Callao.
| Circunscripciones                             | Escaños | Mapa |
| --------------------------------------------- | ------- | ---- |
| Lima                                          | 40      |      |
| La Libertad y Piura                           | 11      |      |
| Cajamarca y Junín                             | 10      |      |
| Áncash, Arequipa y Lima Provincias            | 9       |      |
| Cusco, Lambayeque y Puno                      | 8       |      |
| Callao                                        | 7       |      |
| Ica                                           | 6       |      |
| Loreto                                        | 5       |      |
| Ayacucho y Huánuco                            | 4       |      |
| Amazonas, Apurímac, Huancavelica y San Martín | 3       |      |
| Pasco, Tacna y Ucayali                        | 2       |      |
| Madre de Dios, Moquegua y Tumbes              | 1       |      |

### Senado
Para el Senado, se eligen 60 escaños mediante el distrito electoral nacional único.

## Partidos y candidatos
Fueron 9 los candidatos que participaron estas elecciones.
| Partido/Coalición | Partido/Coalición                      | Candidato Presidencial     | Candidato Presidencial     | 1º Vicepresidente               | 2º Vicepresidente        |
| Partido/Coalición | Partido/Coalición                      | Foto                       | Nombre                     | 1º Vicepresidente               | 2º Vicepresidente        |
| ----------------- | -------------------------------------- | -------------------------- | -------------------------- | ------------------------------- | ------------------------ |
|                   | Partido Aprista Peruano                | Alan García                | Alan García                | Luis Alberto Sánchez            | Luis Alva Castro         |
|                   | Izquierda Unida                        | Alfonso Barrantes          | Alfonso Barrantes          | Enrique Bernales                | Agustín Haya de la Torre |
|                   | Convergencia Democrática               | Luis Bedoya Reyes          | Luis Bedoya Reyes          | Andrés Townsend                 | Esteban Rocca            |
|                   | Acción Popular                         | Javier Alva Orlandini      | Javier Alva Orlandini      | Manuel Ulloa Elías              | Sandro Mariátegui        |
|                   | Izquierda Nacionalista                 |                            | Roger Cáceres Velásquez    | Carlos Daniel Valcárcel         | Raúl Israel Olivera      |
|                   | Frente Democrático de Unidad Nacional  | Francisco Morales Bermúdez | Francisco Morales Bermúdez | José de la Puente Radbill       | Rafael Cubas Vinatea     |
|                   | Partido Avanzada Nacional              |                            | Miguel Campos Arredondo    | Lidelma Brunilda García Ahumada | Rafael Reyes Reyes       |
|                   | Partido Socialista de los Trabajadores |                            | Ricardo Napurí Schapiro    | Magda Benavides Morales         | Enrique Fernández Chacón |
|                   | Movimiento Cívico Nacional 7 de junio  |                            | Peter Uculmana Suárez      | Manuel Adrianzén Castillo       | Gloria Adriana Morales   |

## Resultados

### Elecciones presidenciales
Alan García Pérez, candidato del Partido Aprista Peruano, ganó las elecciones a la presidencia de la república con el 47% de los votos emitidos frente al 21% del Alfonso Barrantes de la coalición Izquierda Unida. Como la Constitución demandaba que el presidente fuera elegido por el 50% más uno de los votos, debía realizarse una segunda vuelta entre los dos candidatos con más alta votación. No obstante, Barrantes retiró su candidatura y García fue declarado como ganador. 
Alan García Pérez era el primer aprista que llegaba al poder luego de casi sesenta años desde que se fundara el Partido Aprista Peruano por Víctor Raúl Haya de la Torre. Fue el presidente más joven en asumir la Presidencia, con apenas 36 años; antes había sido electo como Diputado Constituyente para la Asamblea Constituyente de 1978 y luego Diputado en el período 1980-1985 ; desde 1982 era secretario general del Partido Aprista. Al momento de asumir la Presidencia gozaba de una gran popularidad.
|  | 53.11 % |

|  | 24.68 % |

|  | 11.88 % |

|  | 7.26 % |

|  | 1.41 % |

|  | 0.83 % |

|  | 0.41 % |

|  | 0.24 % |

|  | 0.15 % |

El Partido Aprista Peruano, luego de 61 años, llegó al poder de la mano de Alan García, además de obtener la mayoría en el Congreso de la República.

### Elecciones Parlamentarias

#### Senado
|  | 51,28 % |

|  | 25,17 % |

|  | 11,18 % |

|  | 8,14 % |

|  | 1,72 % |

|  | 2,51 % |

|  | 83.87 % |

|  | 7.51 % |

|  | 8.62 % |

|  | 100 % |

#### Cámara de Diputados
|  | 50,03 % |

|  | 24,40 % |

|  | 11,08 % |

|  | 8,43 % |

|  | 1,90 % |

|  | 0,43 % |

|  | 3,72 % |

|  | 87.71 % |

|  | 6.71 % |

|  | 5.58 % |

|  | 100 % |